# 程顺和
程顺和（1939年9月2日—2024年4月10日），男，汉族，江苏溧阳人，中国小麦育种学专家。九三学社第十届中央委员会委员。

## 生平
1939年出生于江苏溧阳五荡湾村，五岁时父亲去世，母亲靠缝洗衣服照顾他和弟弟。江苏省溧阳中学毕业后考入南京农学院（现南京农业大学），1972年进入扬州农业科学研究所，专门从事小麦育种和栽培。2005年当选为中国工程院院士。
2024年4月10日，程顺和在扬州病逝，享年85岁